# Odskoczek jasny
Odskoczek jasny (Microdipodops pallidus) – gatunek ssaka podrodziny szczuroskoczków (Dipodomyinae) w obrębie rodziny karłomyszowatych (Heteromyidae). 

## Zasięg występowania
Odskoczek jasny występuje w zachodnich Stanach Zjednoczonych zamieszkując w zależności od podgatunku:
- M. pallidus pallidus – niższe wzniesienia Wielkiej Kotliny w zachodniej Nevadzie i oddzielna populacja w Deep Springs Valley we wschodniej Kalifornii.
- M. pallidus ammophilus – Railroad Valley, Wielka Kotlina we wschodniej Nevadzie.
- M. pallidus purus – Emigrant Valley i Desert Valley, Wielka Kotlina w południowo-wschodniej Nevadzie.
- M. pallidus restrictus – znany tylko z miejsca typowego na południowym krańcu Rodos Salt Marsh w Soda Springs Valley, w zachodniej Nevadzie.
- M. pallidus ruficollaris – Wielka Kotlina w południowo-środkowej Nevadzie.

## Taksonomia
Gatunek po raz pierwszy naukowo opisał w 1901 roku amerykański zoolog Clinton Hart Merriam nadając mu nazwę Microdipodops pallidus. Holotyp pochodził z Mountain Well, w hrabstwie Churchill, w Nevadzie, w Stanach Zjednoczonych. 
Przed 1979 rokiem na podstawie badań morfologicznych wykazano, że oba gatunki są sympatryczne i stanowią pół-gatunki (w trakcie rozchodzenia się). Badania kariotypu i białka potwierdziły ich pełny status gatunkowy, a sekwencje mtDNA ujawniły, że reprezentują one raczej starożytne linie rodowe, które rozdzieliły się około 8,1 milionów lat temu. Sekwencje trzech genów mtDNA ujawniły dwie grupy filogenetyczne w obrębie M. pallidus, które wydają się reprezentować morfologicznie ukryte gatunki: klad zachodni (podgatunki pallidus i restrictus) i klad wschodni (podgatunki ammophilus, purus i ruficollaris). Klad wschodni geograficznie prawie całkowicie pokrywa się z kladem centralnym M. megacephalus. Granica między dwoma kladami M. pallidus ściśle pokrywa się z zachodnim skrajem głównego rozmieszczenia kladu środkowego M. megacephalus. Autorzy Illustrated Checklist of the Mammals of the World rozpoznają pięć podgatunków.

### Etymologia
- Microdipodops: gr. μικρος mikros „mały”; rodzaj Dipodops Merriam, 1890 (szczuroskoczek)[13].
- pallidus: łac. pallidus „blady, ziemisty”, od pallere „być bladym”[14].
- ammophilus: gr. αμμος ammos „piasek”; φιλος philos miłośnik, od φιλεω phileō „kochać”[14].
- purus: łac. purus „zwyczajny, czysty, biały”[14].
- restrictus: łac. restrictus „ograniczony”, od restringere „ograniczyć”[14].
- ruficollaris: łac. rufus „rudy”; collare, collaris „łańcuszek”, od collum „szyja”[14].

## Morfologia
Długość ciała (bez ogona) średnio 66 mm, długość ogona 74–99 mm, długość ucha średnio 10 mm, długość tylnej stopy 24–27 mm; masa ciała 10–17 g. 